# Rogóż, Condado de Nidzica
Rogóż [ˈrɔɡuʂ] (en alemán: Roggenhausen) es un pueblo ubicado en el distrito administrativo de Gmina Kozłowo, dentro del Condado de Nidzica, Voivodato de Varmia y Masuria, en Polonia del norte. Se encuentra aproximadamente a 8 kilómetros al norte de Kozłowo, a 12 kilómetros al oeste de Nidzica, y a 50 kilómetros al sur de la capital regional Olsztyn.
El pueblo tiene una población de 370 habitantes aproximadamente.